# ماتیلدا ورم‌وود
ماتیلدا ورم‌وود (انگلیسی: Matilda Wormwood) که با نام فرزندخواندگی‌اش ماتیلدا هانی (انگلیسی: Matilda Honey) نیز شناخته می‌شود، شخصیت اصلی خیالی در رمان پرفروش کودکان ماتیلدا اثر رولد دال است که در سال ۱۹۸۸ منتشر شد. او دختربچه‌ای بسیار باهوش و استثنایی در سن پنج و نیم سالگی (در فیلم سال ۱۹۹۶، شش و نیم ساله) است که علاقهٔ فراوانی به مطالعهٔ کتاب دارد. پدر و مادرش هیچ‌گاه نبوغ او را درک نمی‌کنند و علاقه‌ای به او نشان نمی‌دهند؛ به‌ویژه پدرش که یک فروشندهٔ خودروهای دست دوم است و به‌طور کلامی او را مورد آزار قرار می‌دهد. ماتیلدا بعدها کشف می‌کند که دارای قدرت‌های دورجنبی است و از این توانایی‌ها به سود خود بهره می‌برد. در نهایت، توسط خانم هانی، معلم مهربانش که نبوغ او را درک می‌کند، به فرزندخواندگی پذیرفته می‌شود. در اقتباس رادیویی دو قسمتی رادیو بی‌بی‌سی ۴، نقش ماتیلدا را لورن موت ایفا کرده است و در فیلم سال ۱۹۹۶، این نقش را مارا ویلسون بازی کرده است.